# Consejo de Ministros de la República Socialista Soviética de Ucrania
El Consejo de Ministros de la República Socialista Soviética de Ucrania (en ucraniano: Рада Міністрів УРСР, en ruso: Совет министров Украинской ССР) era el máximo órgano ejecutivo y administrativo de la República Socialista Soviética de Ucrania.  Reemplazó al Consejo de Comisarios del Pueblo en 1946. El Consejo de Ministros estaba compuesto por el presidente, los primeros diputados y los vicepresidentes, ministros y jefes de otros órganos tanto federales como republicanos. 
El Consejo de Ministros era un órgano colegiado; los casos principales debían decidirse por mayoría de votos de los miembros del gobierno. Para la pronta resolución de los asuntos de actualidad en el Consejo de Ministros existía un presídium interno compuesto por el presidente, sus adjuntos, el presidente del Plan Estatal y varios ministros. Los materiales sobre las actividades internas del Consejo de Ministros no estaban sujetos a publicación.

## Características generales
Dentro de la competencia de la RSS de Ucrania como república constituyente, el Consejo de Ministros organizaba el trabajo de la administración y la dirigía. Según el artículo 43 de la Constitución de la República Socialista Soviética de Ucrania, el Consejo de Ministros tiene como funciones:
- Coordinar y dirigir el trabajo de los ministerios y otras instituciones subordinadas;
- Adoptar medidas para la implementación del plan económico;
- Adoptar medidas para la ejecución de los presupuestos;
- Tomar medidas para garantizar el orden público, proteger los intereses estatales y proteger los derechos de los ciudadanos;
- Gestionar e inspeccionar el trabajo de los comités ejecutivos de los consejos regionales; e) crear, si es necesario, comités especiales y departamentos principales bajo el Consejo de Ministros de la URSS para la construcción económica y cultural;
- Gestionar la organización de formaciones militares de la URSS;
- Proporcionar orientación en el campo de las relaciones con los estados extranjeros, con base en el orden general establecido a nivel federal en las relaciones de las repúblicas de la unión con estados extranjeros.

Hasta 1965, los ministerios y departamentos de la RSS de Ucrania tenían sus propios representantes en la Unión Soviética, que eran miembros del Consejo de Ministros y cuyas actividades eran coordinadas por el Consejo de Ministros de la República Socialista Soviética de Ucrania. A su vez, el Consejo de Ministros de la RSS de Ucrania contaba con una Representación Permanente ante el Consejo de Ministros de la Unión Soviética para la comunicación permanente entre el aparato estatal del país y el la república.
Formalmente, el Consejo de Ministros de la RSS de Ucrania era responsable y responsable solo ante el Sóviet Supremo local, y en el período entre sus sesiones, ante el Presídium. Debido a que estos últimos organismos eran teóricamente el organismo representativo más alto de la República Socialista Soviética de Ucrania y no son responsables ante los organismos aliados relevantes, aparentemente la RSS de Ucrania parecía tener cierta autonomía, así como el Consejo de Ministros - su máximo órgano ejecutivo -, independiente del Consejo de Ministros de la URSS . Sin embargo, esta opinión no es cierta por las siguientes razones:
- El Consejo de Ministros de la RSS de Ucrania actuó sobre la base de las leyes de toda la Unión. Emitió resoluciones y órdenes sobre la base y en cumplimiento de las leyes de la URSS y la RSS de Ucrania, que ya habían sido establecidas por del Consejo de Ministros de la URSS, por lo que no era un órgano soberano de la URSS, sino un órgano ejecutivo dependiente de Moscú.
- El Consejo de Ministros de la URSS tenía el derecho "dentro de su competencia" (prácticamente ilimitado) de derogar las resoluciones y órdenes del Consejo de Ministros de la RSS de Ucrania.
- El Presidente del Consejo de Ministros de la RSS de Ucrania era miembro del Consejo de Ministros de la URSS, por lo que todos los actos del Consejo de Ministros de la URSS lo vinculaban directamente.
- Además del presidente, el Consejo de Ministros incluía ministros y jefes de departamentos, comités, etc. Estos organismos eran predominantemente de carácter sindical-republicano y estaban subordinados al correspondiente organismo sindical-republicano en Moscú. Sólo un número muy reducido de ministerios republicanos (5 - 7) estaban subordinados directamente al Consejo de Ministros de la RSS de Ucrania.
- El Consejo de Ministros de la RSS de Ucrania tenía sus propias competencias, es decir, estaba autorizado por las leyes y órganos de toda la Unión para realizar determinadas tareas o funciones específicas en el territorio de la República Socialista Soviética de Ucrania. La teoría y la práctica soviéticas llamaron a estos poderes "derechos" del Consejo de Ministros local. De hecho, no se trataba de derechos, sino de responsabilidades frente a los órganos pertinentes de toda la Unión.
- El nombramiento de personas para los cargos de miembros del Consejo de Ministros de la RSS de Ucrania, ministros, sus diputados y otros miembros del aparato gubernamental de facto pertenecía a la competencia de la nomenclatura sindical del Comité Central del PCUS.

### Competencia
El alcance de los "derechos" del Consejo de Ministros de la República Socialista Soviética de Ucrania cambió junto con la política del gobierno de la URSS. Fue más amplio entre 1957 y 1962, después de lo cual comenzó a restablecerse la centralización con restricción de los derechos del Consejo de Ministros de la RSS de Ucrania. Posteriormente consistían en el campo de la planificación económica nacional, el Plan Estatal de la RSS de Ucrania, que, además de la subordinación al Plan Estatal de la Unión Soviética, también está subordinado al Consejo de Ministros de la URSS, desarrolló proyectos de planes. para el desarrollo económico haga sus sugerencias. El Consejo de Ministros de la URSS tenía derecho a aprobar para sus empresas subordinadas planes republicanos para la producción de productos industriales producidos y consumidos en su totalidad en la república, así como planes para la distribución de esos productos por nomenclatura y volumen acordado con la URSS. Plan Estatal. El Consejo de Ministros de la URSS tenía algunos derechos en el campo de la inversión, la financiación laboral y los salarios. El Consejo de Ministros tenía derechos muy limitados en el área presupuestaria. El presupuesto de la URSS se basó en el aprobado por la sesión del Soviet Supremo de la URSS Presupuesto estatal de la URSS para cada año. El gobierno de la URSS era responsable solo de la ejecución del presupuesto a través del Ministerio de Finanzas de la URSS y el Consejo de Ministros de las Repúblicas de la Unión. El Consejo de Ministros de la RSS de Ucrania se centró principalmente en el problema de la ejecución del presupuesto por parte de los organismos, empresas y organizaciones estatales. Dentro de una política presupuestaria tan limitada, el Consejo de Ministros solo podía estimular hasta cierto punto el desarrollo económico y cultural sobre la república.
El contenido específico y el alcance de las competencias del Consejo de Ministros de la República Socialista Soviética de Ucrania siempre estuvo determinado por actos legales y directivas de los órganos centrales pertinentes en Moscú. La gestión, por ejemplo, y la organización de formaciones militares se limitaba principalmente al registro de reclutas.
Según los cambios en la política del centro, los "derechos" y la composición del Consejo de Ministros de la RSS de Ucrania cambiaron: la liquidación de los ministerios republicanos y sindicatos a favor de todos los sindicatos o la restauración de los anteriores. En 1968, el Consejo de Ministros de la RSS de Ucrania constaba de 44 miembros: 19 ministros de la Unión, 14 comités, comités y departamentos de jefes de Estado y 5 ministerios únicamente locales.

## Lista de Presidentes
| N.º | Presidente | Presidente            | Partido político | Partido político  | Tenencia                                      |
| --- | ---------- | --------------------- | ---------------- | ----------------- | --------------------------------------------- |
| 1   |            | Nikita Jrushchov      |                  | Partido Comunista | 15 de marzo de 1946 - 12 de diciembre de 1947 |
| 2   |            | Demián Korotchenko    |                  | Partido Comunista | 26 de diciembre de 1947 - 15 de enero de 1954 |
| 3   |            | Nikifor Kalchenko     |                  | Partido Comunista | 15 de enero de 1954 - 28 de febrero de 1961   |
| 4   |            | Volodímir Scherbitski |                  | Partido Comunista | 28 de febrero de 1961 - 26 de junio de 1963   |
| 5   |            | Iván Kazanets         |                  | Partido Comunista | 26 de junio de 1963 - 23 de octubre de 1965   |
| 6   |            | Volodímir Scherbitski |                  | Partido Comunista | 23 de octubre de 1962 - 25 de mayo de 1972    |
| 7   |            | Aleksandr Liashko     |                  | Partido Comunista | 25 de mayo de 1972 - 10 de julio de 1987      |
| 8   |            | Vitali Masol          |                  | Partido Comunista | 10 de julio de 1987 - 23 de octubre de 1990   |
| 9   |            | Vitold Fokin          |                  | Partido Comunista | 23 de octubre de 1990 - 18 de abril de 1991   |

## Composición del Consejo de Ministros en 1973
A partir del 1 de abril de 1973, había 28 ministerios  y solo 6 ministerios únicamente locales, así como 17 comités estatales y departamentos principales.
- Presidente del Consejo de Ministros de la RSS de Ucrania - Lyashko Alejandro Pavlovich.
- Primeros Vicepresidentes del Consejo de Ministros de la RSS de Ucrania: Nikifor Kalchenko  y Grigori Vashchenko .
  - Vicepresidentes del Consejo de Ministros de la RSS de Ucrania: Serguéi Andrianov, Aleksándr Burmystrov, Piótr Rozenko (también presidente del Plan Estatal de la RSS de Ucrania ), Vladímir Semychasny, Igor Stepanenko, Petró Tronkó y Grigori Shevchuk .